# Tchitchege
Tchitchege ist eine Bantusprache und wird von circa 2.000 Menschen in Gabun in der Provinz Haut-Ogooué in der Ortschaft Mboua gesprochen, die südlich von Franceville an der Straße nach Boumango liegt. 

## Klassifikation
Tchitchege bildet mit den Sprachen Ngungwel, Teke, Teke-Eboo, Teke-Fuumu, Teke-Kukuya, Teke-Laali, Teke-Nzikou, Teke-Tege, Teke-Tsaayi, Teke-Tyee und Yaka die Teke-Gruppe. Nach der Einteilung von Malcolm Guthrie gehört Tchitchege zur Guthrie-Zone B70. 